# I år är julen min
I år är julen min är ett julalbum av Tommy Nilsson, utgivet 3 november 2010.

## Låtlista
1. Nu tändas tusen juleljus (Emmy Köhler)
2. I år är julen min (Tommy Nilsson)
3. Välkommen hem (Tommy Nilsson)
4. När det lider mot jul (Ruben Liljefors, Jeanna Oterdahl)
5. Tomtarnas julnatt (Wilhelm Sefve-Svensson, Alfred Smedberg)
6. Knalle juls vals (Evert Taube)
7. Låt mig få tända ett ljus (Schlaf, mein Prinzchen, schlaf ein) (Bernhard Flies, Börje Carlsson)
8. Jul, jul, strålande jul (Gustav Nordqvist, Edvard Evers)
9. Silver på mitt fönster (Paul Buchanan, Ulf Schagerström)
10. Stilla natt (Stille Nacht, heilige Nacht), med Henning Kvitnes (Franz Gruber, Oscar Mannström, Edvard Evers, Torsten Fogelkvist)
11. Julen är just i natt (Robbie Robertson, Ulf Schagerström)
12. Betlehems stjärna (Alice Tegnér, Viktor Rydberg)
13. Januari skrattar (Lasse Englund, Marie Bergman)
14. Ring den nya tiden in (Tommy Nilsson)

## Medverkande
- Tommy Nilsson - sångare
- Lasse Englund - gitarr, mandolin, banjo, dobro, producent
- Björn Lundquist - bas
- Kjell Gustafsson - trummor, slagverk
- Sven Gunnar Pettersson - piano
- Rikard Nilsson - orgel
- Joakim Milder - blockflöjt
- Stockholm Strings - musiker

### Fotnoter
1. ↑  ”Tommy Nilsson sjunger om ensam jul”. Svenska Dagbladet. 7 oktober 2010. https://www.svd.se/a/8f880252-9cf4-32d0-9098-c2f81695b92a/tommy-nilsson-sjunger-om-ensam-jul. Läst 14 februari 2023.
2. ↑  I år är julen min på Svensk mediedatabas